# Marista Iskolatestvérek
A Marista Iskolatestvérek (Mária Iskolatestvéreknek is nevezik) egy vallási közösség 5500 taggal a világ 75 országában.
A rend célja a fiatalok képzése és tanítása, a képzési-, és a nevelési feladatok minden formájában, a szociálisan érzékeny társadalmi csoportok tagjaival való foglalkozás áll a tevékenységük középpontjában.
A rend világszerte 870 oktatási intézményt tart fent.

## Története
A rendet Marcellin Champagnat atya alapította 1817-ben, La Valla-en-Gier-ben. Champagnat gyermekként élte meg a francia forradalom és a napóleoni kor súlyos megpróbáltatásait. A zűrzavaros időszakban a vallási élet hanyatlott, a tömegek elidegenedtek az egyháztól és kiszorultak az oktatásból, ami közvetlenül érintette a keresztény szellemű családokat.
Szemináriumi társaival Marcellin Champagnat egy új rend megalapítását tervezték, amelynek középpontjában hármas cél állt: a missziók, az oktatás és a katekizmus tanítása. A szerzeteseket Mária-testvéreknek, vagyis maristáknak nevezték.
Champagnat egyházi tevékenységét egy szegény falu, La Valla-en-Gier káplánjaként kezdte meg, ahol egy tizenhét éves fiú halála döbbentette rá, hogy sok fiatal még életében nem hallott istenről. Ekkor alapította meg a Mária Iskolatestvérek első közösségét.

## Magyarország
Magyarországon az első marista iskola 1909-ben Orsován alakult meg, amelyet a trianoni béke után Romániához csatoltak, viszont az akkori román kormány magyarellenessége miatt rövid idő belül be kellett zárni.
A Szent Alajos Fiúotthon és Juvenátus 1923-1944-ig működött Budapesten a Wekerle-telepen. Budapesten Champagnat-iskola működött 1930-1950-ig a Hőgyes Endre utcában. 1934-ben hivatalos állami elismerést kapott és jogosult volt francia diploma kiadására. 1942-ben az iskola német táborokból szökött francia hadifoglyoknak adott menedéket, majd a német megszállás idején a náci kormány idején a marista testvérek számtalan elhurcolásra ítélt zsidó életét mentették meg. 1944-ben a testvéreket bebörtönözték, halálra ítélték, amelynek végrehajtását az orosz csapatok bevonulása akadályozta meg.
Iskolájukat 1950-ben államosították. A magyar testvéreket Franciaország fogadta be. 84 magyar testvér tett fogadalmat a marista rendben, közülük kilencen élnek ma is. Egy testvér Svájcban, hét Franciaországban és egy Magyarországon.
1990-ben tértek vissza ismét Magyarországra és megkapták a hivatalos működési engedélyt. A maristák rendfőnöke Magyarországra küldte a testvérek első csoportját, akik Győrt javasolták az újrakezdés helyszínéül. A helyi ordinárius befogadta ezt a közösséget, ennek köszönhetően a Mária Iskolatestvérek 40 év távollét után ismét megkezdték magyarországi tevékenységüket.
Részt vettek az Apor Vilmos Iskolaközpont létrehozásában, az ő szellemi-pedagógiai vezetésükkel nyílt meg az iskolaközpont 1993 őszén. Az iskolában való 15 éves jelenlét után a marista rend felhagyott az iskola vezetésével, új helyszínt keresve a tevékenységük folytatására.

## Weblinkek
- Maristák Magyarországon
- Maristes Catalunya (katalán)
- Marista Iskolatestvérek (angol)